# Богданкевич, Олег Владимирович
Олег Владимирович Богданкевич (1928—2001) — российский учёный-физик, заслуженный деятель науки и техники РСФСР.

## Биография
Родился 25 апреля 1928 г. в Москве в семье инженеров-технологов пищевой промышленности. Окончил школу № 504 на Таганке (1947, с золотой медалью, из-за войны «потерял» один год), и МГУ (1952).
В 1953—1974 работал в Физическом институте им. П. Н. Лебедева АН СССР (ФИАН): младший научный сотрудник эталонной лаборатории, с 1961 г. - в лаборатории колебаний, с 1970 года зав. сектором в г. Троицк. В 1961 г. защитил кандидатскую диссертацию, посвященную изучению ионизирующих свойств ускоренных электронных пучков. В 1966 г. защитил докторскую диссертацию «Полупроводниковый квантовый генератор с возбуждением пучком ускоренных электронов» — одну их первых в СССР докторских диссертаций по лазерам. 
В 1964 г. совместно с Н. Г. Басовым и А. Г. Девятковым создал первый лазер на основе CdS с возбуждённым пучком быстрых электронов. В 1966 г. вместе с Н. Г. Басовым н А. С. Насибовым предложил новый принцип лазерного проекционного телевидения.
Уволился из ФИАН после того, когда нескольких ценных сотрудников его сектора перевели в другие отделы. С 1974 —  начальник отдела оптоэлектроники ВНИИ метрологической службы Госстандарта СССР. 
Также с 1963 г. преподавал в МФТИ: доцент, профессор, с середины 1970-х гг. заведующий кафедрой.
С 1992 г., фактически оказавшись без работы, читал в МФТИ лекции по экологии, которые позже легли в основу одноименной книги, которая вышла уже после его смерти.
Доктор физико-математических наук, профессор. Заслуженный деятель науки и техники РСФСР.
Был женат дважды. Первая жена (1951) — Лариса Семёновна Богданкевич (в девичестве Поршнева), развод в 1982 году, от неё сын Михаил, дочь Лариса. Вторая жена (1985) — Татьяна Александровна Кареева.
Трагически погиб 12 апреля 2001 года (сбит машиной на шоссе рядом с Троицком).